# Campylopus ovalis
Campylopus ovalis là một loài rêu trong họ Dicranaceae. Loài này được Hedw. Wahlenb. mô tả khoa học đầu tiên năm 1826.